# Polypedilum griseopunctatum
Polypedilum griseopunctatum är en tvåvingeart som först beskrevs av Malloch 1915.  Polypedilum griseopunctatum ingår i släktet Polypedilum och familjen fjädermyggor. Inga underarter finns listade i Catalogue of Life.